# Pirak

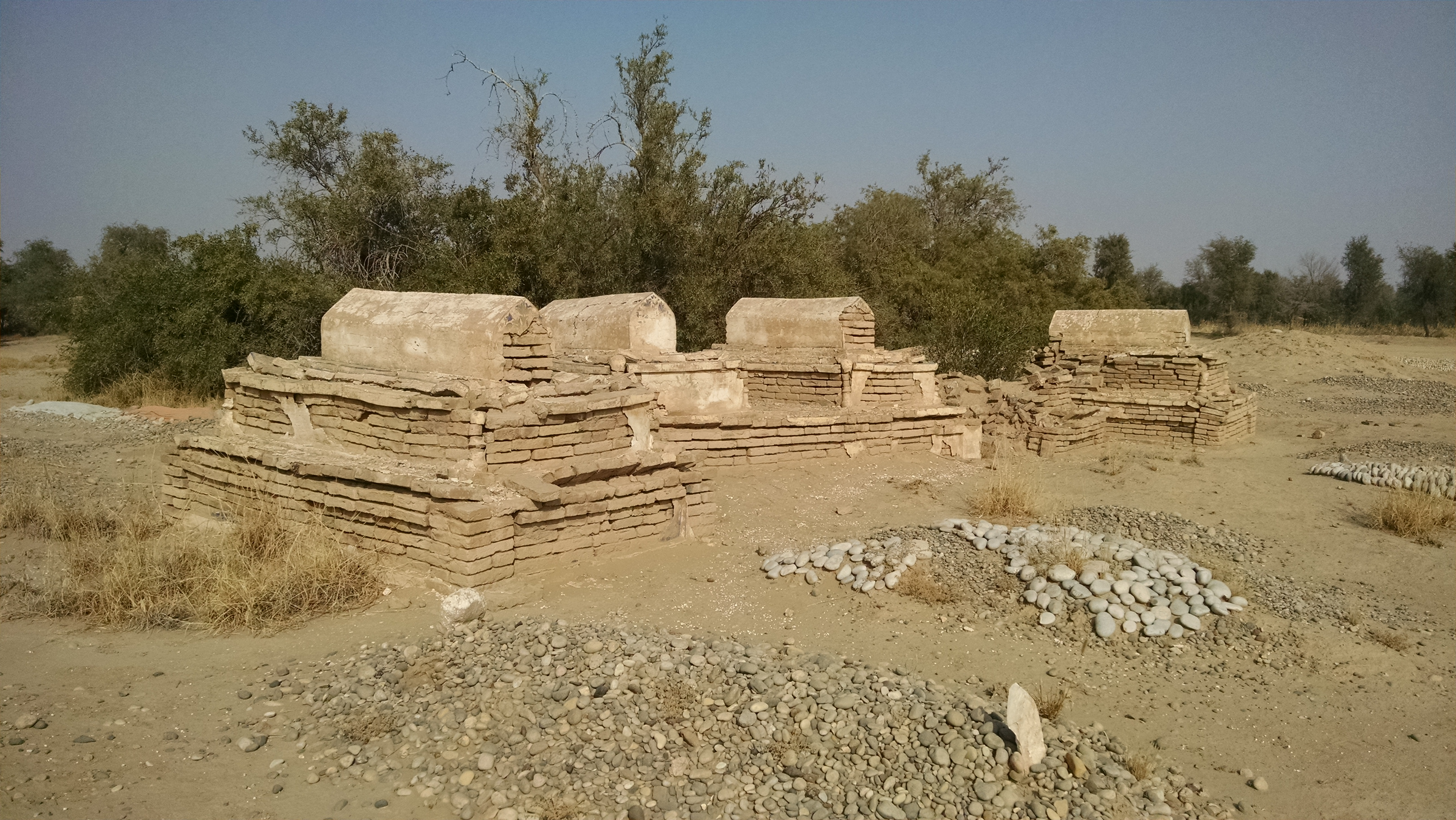
Ceglane grobowce w Piraku

Pirak – stanowisko archeologiczne należące do cywilizacji doliny Indusu, położone w Beludżystanie w środkowym Pakistanie. Stanowisko zostało odkryte przez Roberta Raikesa w 1963 roku.
Pierwsze wykopaliska na tym stanowisku prowadził w latach 1968-1974 zespół francuskich archeologów, którym przewodził  Jean Marie Casal. Z wykopalisk wynika, że miejsce to było zamieszkane od około 1800 roku p.n.e. do 800 roku p.n.e., co przypada na okres późnoharappański w periodyzacji dziejów cywilizacji doliny Indusu.
W niedalekiej odległości od Piraku znajdują się dwa inne, bardziej znane stanowiska archeologiczne kultury harappańskiej - Mehrgarh i Nausharo. Oba stanowiska są jednak od Piraku znacznie starsze - Mehrgarh datuje się od około 7000 roku p.n.e. do 2500-2000 roku p.n.e, zaś Nausharo od około 3000 roku p.n.e. do 1900 roku p.n.e.

## Znaczenie historyczne
Na stanowisku archeologicznym w Piraku znaleziono bardzo wczesne szczątki koni - zwierząt nieznanych wcześniej kulturze harappańskiej. Ponadto na tym stanowisku znaleziono również liczne, lecz prymitywne przedmioty wykonane z żelaza. Stan zachowania, poziom skomplikowania i jakość wykonania sugerują, że wyroby żelazne były wprowadzane stopniowo, a z biegiem czasu udoskonalane.

## Architektura ikultura materialna
Przeprowadzone wykopaliska wykazały istnienie trzech faz rozwoju osady, bezpośrednio po sobie następujących.
- Okres I, od około 1800 roku p.n.e. do 1600 roku p.n.e. - z tego okresu pochodzą budynki i obiekty wzniesione z niewypalanej cegły, w tym duża ceglana platforma o nieznanym przeznaczeniu. Ceramika tego okresu charakteryzuje się prostą formą i oszczędnymi zdobieniami (również geometrycznymi), wykonywanymi głównie palcami. Znaleziono liczne figurki koni i wielbłądów wykonane zarówno z terakoty, jak i niewypalonej gliny. Na ten okres datuje się również pierwsze szczątki koni znalezione w osadzie  (około 1700 roku p.n.e., a więc już z okresu późnoharappańskiego). Ponadto licznie występują niewielkie, terakotowe pieczęcie, zarówno kwadratowe, jak i okrągłe. Znaleziono również przedmioty wykonane z miedzi, krzemienia, czy kości słoniowej, a także biżuterię[2].
- Okres II, od około 1600 roku p.n.e. do 1000 roku p.n.e. - wskazuje na naturalny i niezakłócony proces rozwoju osady, a znaleziska z tego okresu są podobne do wcześniejszych, z dużą liczbą figurek z terakoty i gliny, które obejmują nie tylko wielbłądy dwugarbne i konie, ale także postacie ludzkie, w tym jeźdźców. Oprócz licznych narzędzi z miedzi i brązu, znaleziono również pierwsze przedmioty wykonane z żelaza. Zachowane budynki wskazują na powolne nawarstwianie się zabudowy, a także na istnienie regularnego planu zabudowy (liczne budynki czworoboczne), w tym siatki ulic.
- Okres III, od około 1000 roku p.n.e. do 800 roku p.n.e., jest bezpośrednią kontynuacją okresu poprzedniego. W stosunku do poprzednich okresów, znacząco wzrasta liczna przedmiotów wykonanych z żelaza. Rozwija się rolnictwo, a oprócz dwóch odmian jęczmienia, znaleziono tu również ryż i sorgo, co jest pierwszym odnotowanym pojawieniem się tych dwóch zbóż w tym regionie[3].

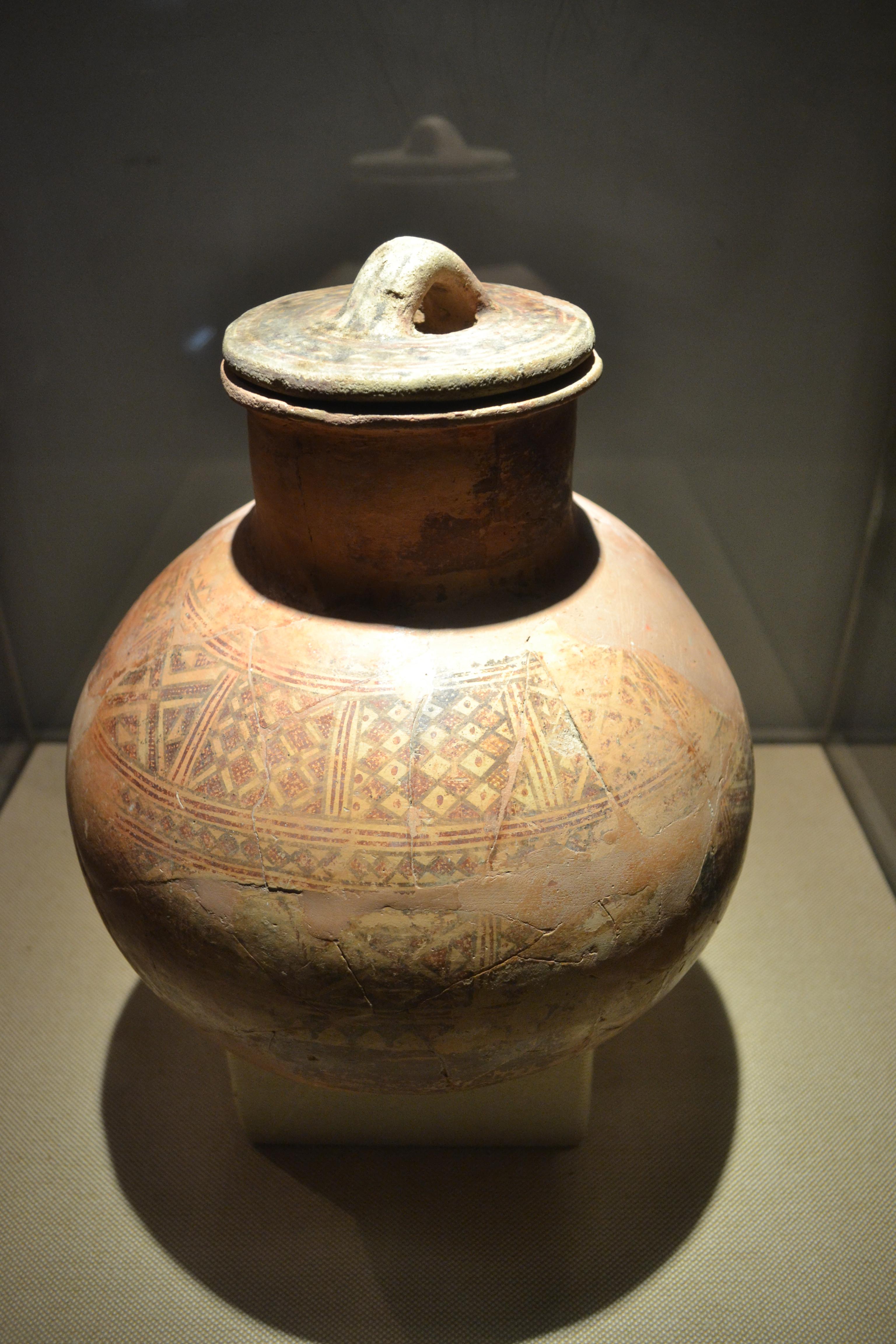
Słój na wodę znaleziony w Piraku

## Znaleziska
Oprócz licznej ceramiki, w trakcie wykopalisk natrafiono na artefakty typowe dla kultury harappańskiej, takie jak terakotowe figurki wielbłądów, czy terakotowe pieczęcie. Liczne są również przedmioty wykonane z żelaza

## Rolnictwo
Podstawowym zbożem uprawianym w okolicy był ryż, a cała równina Kachi poprzecinana była systemem kanałów irygacyjnych, częściowo istniejących do dzisiaj. W okolicy uprawiano również winogrona, jęczmień, sorgo, owies oraz ciecierzycę. 